# Leonard Owusu
Leonard Owusu (* 3. června 1997) je ghanský profesionální fotbalista, který hraje na pozici záložníka za srbský klub FK Partizan.

## Klubová kariéra

### Dreams
Owusu byl kapitánem týmu Dreams FC v roce 2015 v Division One League a dovedl svůj tým k postupu do Ghana Premier League. Tento úspěch zopakoval i v roce 2017, kdy se klub znovu vrátil do nejvyšší soutěže.

### Ašdod
Dne 31. července 2018 se Owusu připojil k Ašdodu v Ligat ha'Al na sezónní hostování s opcí na trvalý přestup. Opce byla uplatněna v následující sezóně.

### Vancouver Whitecaps
Dne 21. ledna 2020 bylo oznámeno, že se Owusu připojí k týmu Vancouver Whitecaps FC v Major League Soccer na základě smlouvy do roku 2022 s opcí na rok 2023.

### Partizan
Dne 19. ledna 2024 podepsal Owusu tříletou smlouvu se srbským týmem FK Partizan.

## Statistiky

### Klubové
Platí k zápasu hranému 21. září 2024.
| Klub                   | Sezóna            | Liga                 | Liga   | Liga | Národní pohár | Národní pohár | Kontinentální | Kontinentální | Ostatní | Ostatní | Celkově | Celkově |
| Klub                   | Sezóna            | Soutěž               | Zápasy | Góly | Zápasy        | Góly          | Zápasy        | Góly          | Zápasy  | Góly    | Zápasy  | Góly    |
| ---------------------- | ----------------- | -------------------- | ------ | ---- | ------------- | ------------- | ------------- | ------------- | ------- | ------- | ------- | ------- |
| Dreams                 | 2015              | Division One League  |        |      |               |               | —             | —             | —       | —       |         |         |
| Dreams                 | 2016              | Ghana Premier League |        |      |               |               | —             | —             | —       | —       |         |         |
| Dreams                 | 2017              | Division One League  |        |      |               |               | —             | —             | —       | —       |         |         |
| Dreams                 | 2018              | Ghana Premier League | 10     | 3    |               |               | —             | —             | —       | —       | 10      | 3       |
| Dreams                 | Celkově           | Celkově              | 10     | 3    |               |               | —             | —             | —       | —       | 10      | 3       |
| Ašdod (hostování)      | 2018/19           | Ligat ha'Al          | 29     | 0    | 2             | 0             | —             | —             | —       | —       | 31      | 0       |
| Ašdod                  | 2019/20           | Ligat ha'Al          | 17     | 0    | 1             | 0             | —             | —             | —       | —       | 18      | 0       |
| Vancouver Whitecaps FC | 2020              | Major League Soccer  | 17     | 0    | 0             | 0             | —             | —             | 4       | 0       | 21      | 0       |
| Vancouver Whitecaps FC | 2021              | Major League Soccer  | 24     | 0    | 1             | 0             | —             | —             | 1       | 0       | 26      | 0       |
| Vancouver Whitecaps FC | 2022              | Major League Soccer  | 19     | 0    | 0             | 0             | —             | —             | 2       | 0       | 21      | 0       |
| Vancouver Whitecaps FC | Celkově           | Celkově              | 60     | 0    | 1             | 0             | —             | —             | 7       | 0       | 68      | 0       |
| Odd                    | 2023              | Eliteserien          | 25     | 0    | 2             | 0             | —             | —             | —       | —       | 27      | 0       |
| Partizan               | 2023/24           | Srbská SuperLiga     | 18     | 0    | 2             | 0             | 0             | 0             | —       | —       | 20      | 0       |
| Partizan               | 2024/25           | Srbská SuperLiga     | 6      | 0    | 0             | 0             | 2             | 0             | —       | —       | 8       | 0       |
| Partizan               | Celkově           | Celkově              | 24     | 0    | 2             | 0             | 2             | 0             | —       | —       | 28      | 0       |
| Celkově v kariéře      | Celkově v kariéře | Celkově v kariéře    | 165    | 3    | 8             | 0             | 2             | 0             | 7       | 0       | 182     | 3       |